# Herbulotia maderae
Herbulotia maderae là một loài bướm đêm trong họ Geometridae.